# Tour della nazionale maschile di rugby a 15 dell'Australia 2003
Nel 2003 la nazionale maggiore australiana non effettua alcun tour autunnale, essendo impegnata nella Coppa del Mondo di rugby 2003. Nel mese di giugno, mentre la prima squadra è impegnata con l'Irlanda in un match casalingo, la squadra “A” è stata inviata per un “mini-tour” di due match in Giappone.
| Arbitro: | Kelvin Deaker |

| |            | |
| Kurihara | mt         | Freier, Gerrard 2 Valentine, Wilson Heenan, Hynes Roe, Tabret |
| | tr         | Berne 2, Huxley 7 |
| 15.Toru Kurihara, 14.Daisuke Ohata (cap.), 13.George Konia, 12.Hideki Nanba, 11.Hirotoki Onozawa, 10.Keiji Hirose, 9.Wataru Murata, 8.Takeomi Ito, 7.Ryota Asano Inose, 6.Yasunori Watanabe, 5.Lautangi Vatuvei, 4.Hajime Kiso, 3.Ryo Yamamura, 2.Masao Amino, 1.Masahito Yamamoto - Sostituti: 16.Yuichi Hisadomi, 17.Hiroki Matsuo, 18.Adam Parker, 20.Shinichi Tsukita, 21.Yohei Shinomiya - Non entrati : 19.Hiroyuki Tanuma, 22.Akira Asada | Formazioni | 15.Julian Huxley, 14.Milton Thaiday, 13.Mark Gerrard, 12.Joel Wilson, 11.Peter Hynes, 10.Shaun Berne, 9.Josh Valentine, 8.John Roe, 7.David Croft, 6.Daniel Heenan, 5.Matt Cockbain (cap.), 4.Justin Harrison, 3.Al Baxter, 2.Adam Freier, 1.Nick Stiles - Sostituti: 16.Tai McIsaac, 17.Matt Dunning, 18.Rudi Vedelago, 19.Tamaiti Horua, 20.Matt Henjak, 21.Mark Bartholomeusz, 22.Michael Tabrett |

| Arbitro: | Kelvin Deaker |

| |            | |
| Kurihara, Ohata | mt         | Berne 2, Freier Gerrard, Horua Hynes 2, Roe Tabrett, Thaiday |
| Kurihara | tr         | Berne 2, Huxley 6 |
| Kurihara | c.p.       | |
| 15.Toru Kurihara, 14.Daisuke Ohata, 13.George Konia, 12.Hideki Nanba, 11.Hirotoki Onozawa, 10.Keiji Hirose, 9.Yuji Sonoda, 8.Takeomi Ito, 7.Takuro Miuchi (cap.), 6.Ryota Asano Inose, 5.Adam Parker, 4.Hajime Kiso, 3.Masahiko Toyoyoma, 2.Masaaki Sakata, 1.Shin Hasegawa - Sostituti: 16.Masahito Yamamoto, 17.Hiroki Matsuo, 18.Hiroyuki Tanuma, 19.Yasunori Watanabe, 21.Reuben Parkinson, 22.Tsutomu Matsuda - Non entrati : 20.Wataru Murata | Formazioni | 15.Julian Huxley, 14.Milton Thaiday, 13.Mark Gerrard, 12.Joel Wilson, 11.Peter Hynes, 10.Shaun Berne, 9.Matt Henjak, 8.John Roe, 7.David Croft, 6.Daniel Heenan, 5.Matt Cockbain (cap.), 4.Justin Harrison, 3.Al Baxter, 2.Adam Freier, 1.Matt Dunning - Sostituti: 16.Tai McIsaac, 17.David Fitter, 18.Rudi Vedelago, 19.Tamaiti Horua, 20.Jono West, 21.Mark Bartholomeusz, 22.Michael Tabrett |